# Brontë nővérek
A Brontë nővérek (IPA: [ˈbɹɒntɪ]) nővérek – Charlotte, Emily és Anne – angol írók voltak az 1840-es, 50-es években. Regényeik megjelenése hatalmas szenzációt keltett és azóta is az angol irodalmi kánon részei.
Édesapjuk Patrick Brontë tiszteletes az ír Down grófságban született 1777-ben, (neve írül: Padraig mac Aedh Ó Proinntigh). Családneve utolsó betűjére akkor került fel a két pont (umlaut), miután átköltözött Angliába. A viktoriánus korban egyáltalán nem volt ez szokatlan formula, csupán annyit kívánt jelezni, hogy az ott álló magánhangzó nem néma.
Patricknak hat gyermeke született, Maria, Elizabeth, Charlotte, Patrick Branwell, Emily Jane és Anne. A testvérek a yorkshire-i Haworth-ben nőttek fel, a négy fiatalabb felnőttkorra túlélte anyjukat és két nővérüket. 1824-ben a négy legidősebb Brontë nővért beíratták a Cowan Bridge-i Clergy Daughter's School iskolába. A következő évben Maria és Elizabeth, a két legidősebb nővér megbetegedett és rövidesen meghalt. Ezután Charlotte és Emily is otthagyta az iskolát.
Már kora gyermekkoruktól kezdve írtak otthon verseket és apróbb történeteket, amikből 1846-ban ki is adták első könyvüket saját költségükre Currer, Ellis és Acton Bell írói álnevek alatt (nevük kezdőbetűit megtartották). A könyv kis feltűnést keltett, két eladott példánnyal. A következő egy évben mindegyik lány előrukkolt egy új regénnyel. Charlotte a Jane Eyre-rel, Emily az Üvöltő szelekkel (Wuthering Heights) és Anne az Agnes Grey-jel. Hosszú időbe telt kiadót találni, de megérte, mert a regényeket hatalmas siker fogadta és rövidesen bestseller lett belőlük. Sajnos azonban a nővérek rossz egészségi állapota erősen lerövidítette írói pályájukat. Emily meghalt a következő évben, még mielőtt befejezhette volna következő regényét, Anne-nek pedig sikerült még kiadni második regényét (Wildfell asszonya) 1849-es halála előtt.
A Brontë nővérek művei közül a Jane Eyre lett a legsikeresebb a kiadást követően, egészen a mai napig. Charlotte Shirley című regénye 1849-ben jelent meg, ezt a Villette követte 1853-ban. Első regényét, a Különös tanítványt csak halála után adták ki 1857-ben. Befejezetlen regényét (Emma) kiadták 1860-ban, és a 20. század végén néhány kamaszkori írását is megjelentették. Charlotte 38 évesen halt meg 1855-ben rövid betegség után, alig egy évvel azután, hogy hozzáment feleségül apja kurátorához, Arthur Bell Nichollshoz.

## Lásd még
- Angol irodalom

## Olvasmánylista
- Alexander, Christine and Sellars, J. (1995) The art of the Brontës, Cambridge ; New York : Cambridge University Press, ISBN 0-521-43248-0
- Barker, Juliet R.V. (1995) The Brontës, London : Phoenix Press, ISBN 1-84212-587-7
- Taxner-Tóth Ernő: A Brontë nővérek világa, Európa Könyvkiadó, Budapest 1984,ISBN 963 07 3379 x HU ISSN 0324-3311